# Kostel svatého Jakuba Většího (Nepomuk)
Kostel svatého Jakuba Většího je farní kostel v Nepomuku v Plzeňském kraji. Původní stavba byla vybudována v polovině 12. století. Gotický chrám byl vystavěn na konci 13. století.

## Historie

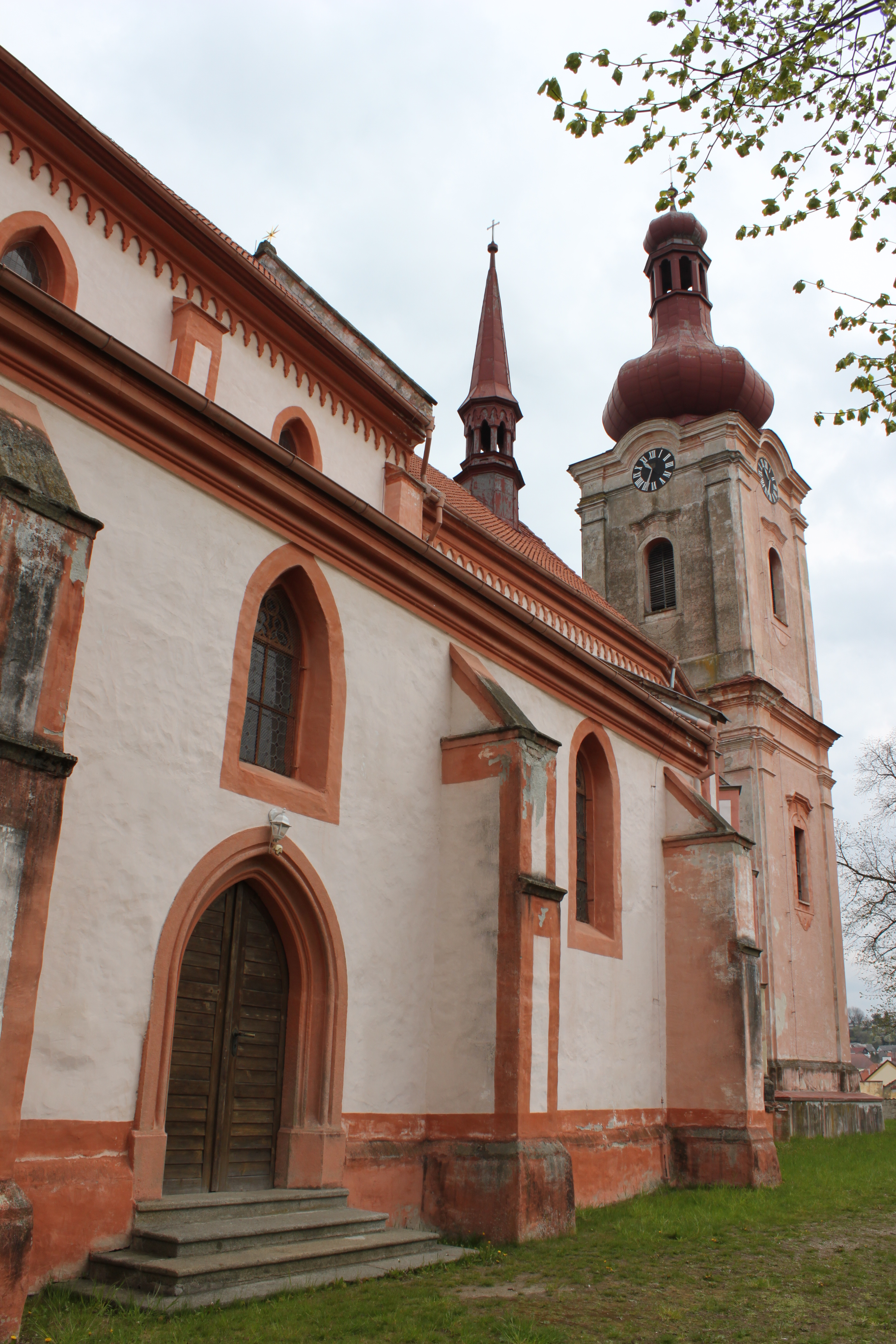
Jižní fasáda s věží a vstupním portálem

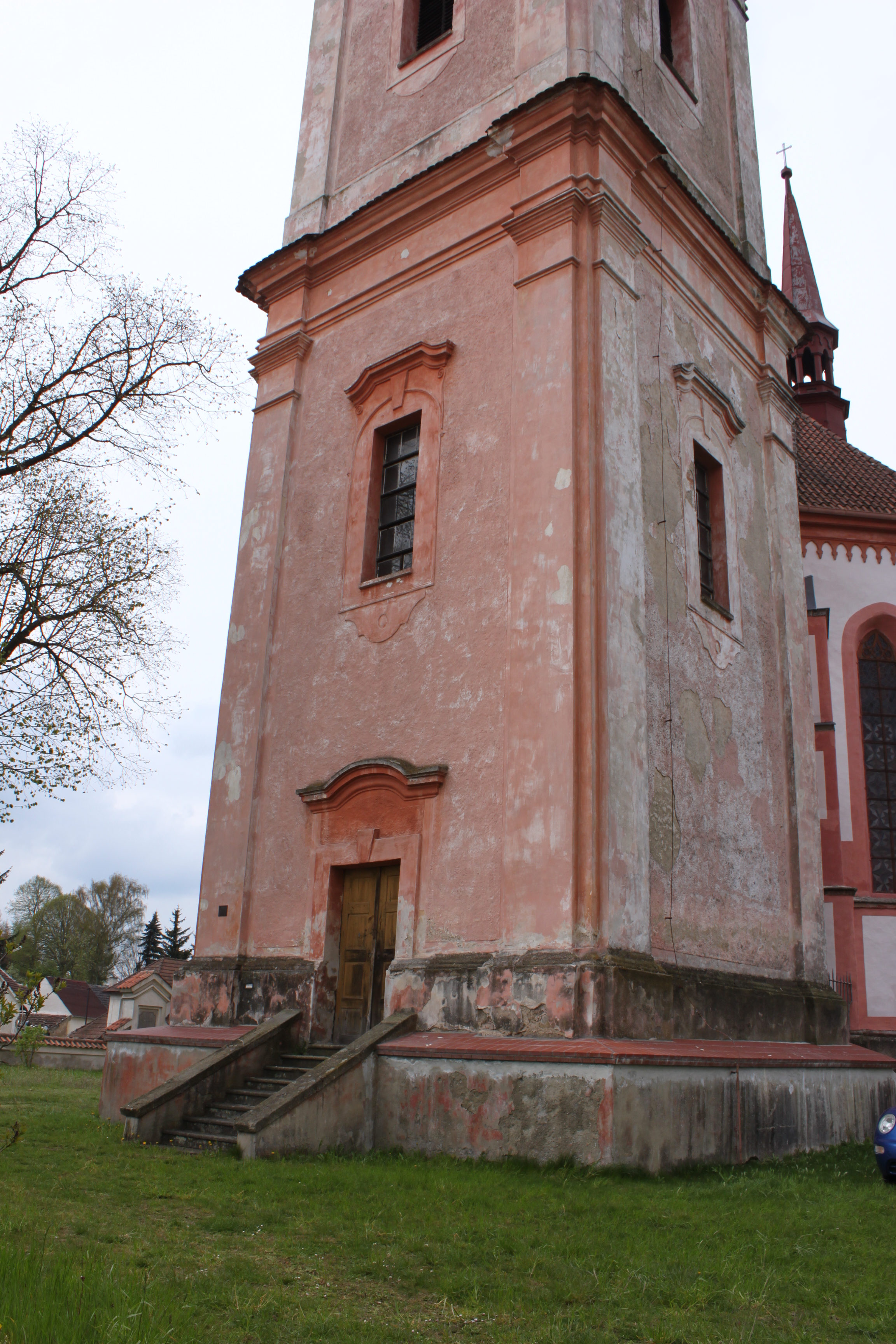
Věž

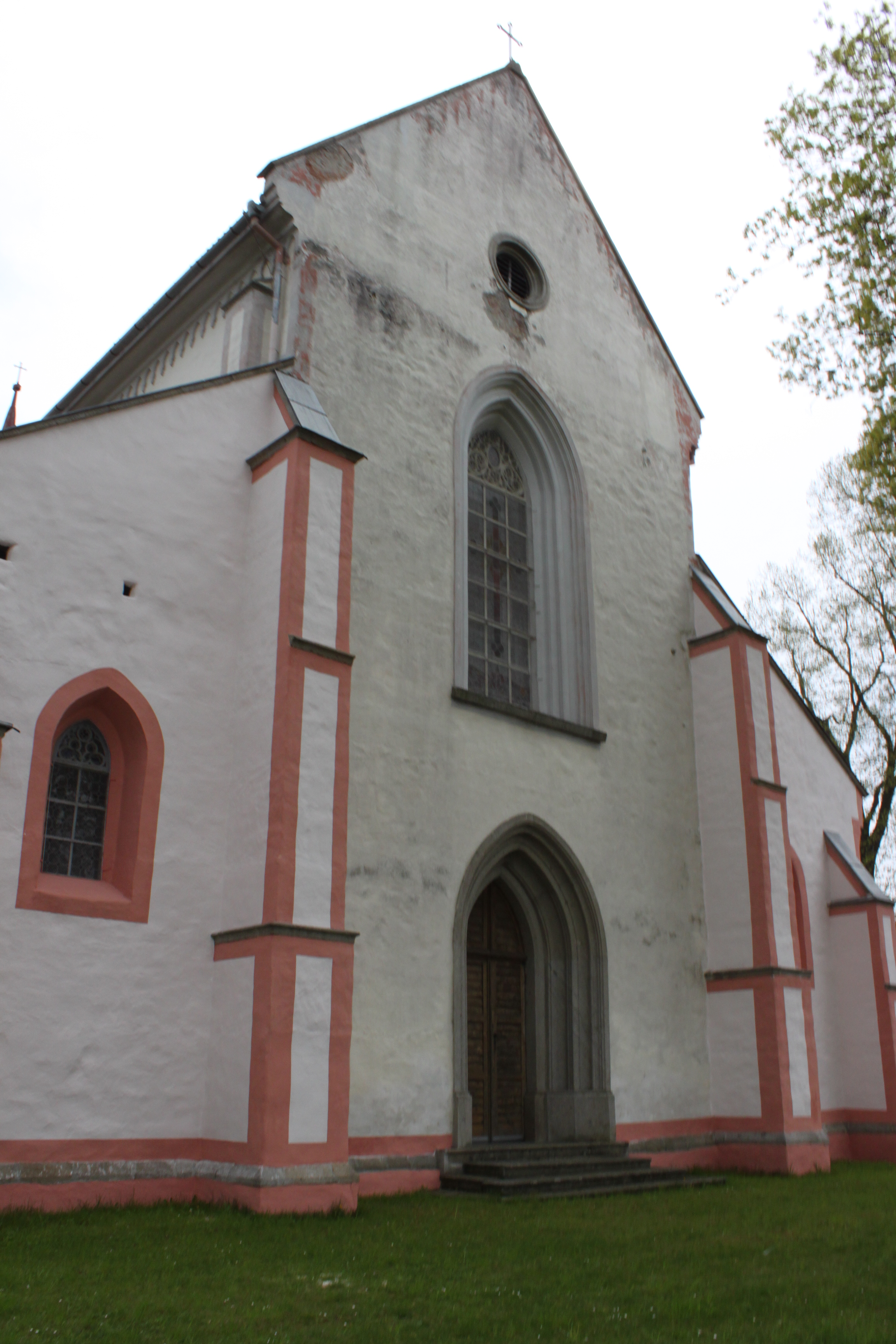
Západní fasáda

Kostel svatého Jakuba byl vystavěn pravděpodobně již ve 12. století cisterciáckými mnichy z nedalekého kláštera Pomuk. V letech 1290–1295 proběhla jeho celková přestavba jednolodního kostela do slohu gotického. V roce 1369 je kostel uváděn jako farní. V letech 1360–1370 byl kostel přestavěn, starší loď nahradilo bazilikální trojlodí. Koncem 15. století byla přistavěna ke kněžišti dřevěná sakristie (už v místech dnešní) a vedle ní zvonice, také ze dřeva. Ta byla zchátralá kolem roku 1780, a proto došlo k výstavbě nové barokní zvonice.
V roce 1420 husité vypálili Nepomucký klášter, a tak kostel svatého Jakuba byl v nebezpečí. V průběhu husitských válek byl poškozen.
Do další historie kostela se výrazně zapsali Šternberkové. Kostelu věnovali oltáře, sochy, kříže. Ne ale všichni z tohoto rodu byli dobrodinci. Ondřej ze Šternberka, v neděli 9. října 1580 zničil vnitřní vybavení kostela. Rozbíjel oltáře i sochy. Trosky naložil na vozy a pak je spálil v zelenohorském pivovaře. Tímto obrazoboreckým počínáním likvidoval i vybavení v dalších čtyřech kostelích v okolí.
Velký požár v Nepomuku v roce 1746 zasáhl i kostel svatého Jakuba. Oprava stavby však ustoupila do pozadí zájmu lidí, protože nedaleko od něj vyrostl výstavní chrám svatého Jana Nepomuckého. V letech 1772–1780 byla postavena nová zvonice. V roce 1786, za vlády císaře Josefa II., byl chrám zrušen. Děkanství bylo převedeno k novému kostelu svatého Jana Nepomuckého, na sochy, obrazy a na varhany byla vyhlášena dražba. Kostel se změnil na vojenský sklad obilí a později prken.
Kostel pomalu začal chátrat až do doby, kdy ho krajský hejtman Tomáš, šlechtic z Putzlacherů, nechal opravit v neogotickém stylu během let 1857–1859. Na opravách se svými peněžními příspěvky podílel císař Ferdinand V. (600 zlatých), jeho žena císařovna Karolina Augusta (400 zlatých), budějovický biskup Jan Valerián Jirsík (200 zlatých.), Vilemína z Auerspergu (1 000 zlatých), obce nepomuckého okresu věnovaly z kontribučenského fondu celkem 11 306 zlatých a ostatní sbírky činily 8 400 zlatých. Dne 19. května 1860 biskup Jirsík kostel opět vysvětil a ten se stal znovu děkanským.
Koncem dvacátých let 20. století byl kostel opět ve špatném stavu. Dovnitř zatékalo, omítka padala a v okolí budovy panoval velký nepořádek. Opět si tedy vyžádal opravy. Jejich náklady byly tyto: věž a střecha 8 813 Kč, tónovaní vnitřku 12 653 Kč, fasáda 16 960 Kč.
Opravy zvonice probíhaly v letech 1950–1952. Dne 22. července 1952 vypukl požár nad hodinami. Starý zvon pocházející z roku 1558 se zřítil a rozbil se o kostelní dlažbu. Poslední oprava kostela proběhla na počátku devadesátých let 20. století.

### Opevnění
Kostel fungoval také jako pevnůstka. Ve zlých dobách za jeho pevným opevněním nepomučtí nacházeli útulek. Pevnost vznikla na návrší a celý areál byl obklopen mohutnou zdí a patrně i příkopem. V její čele bývala původní zbořená zvonice a vstupní brána. Na obranný charakter upomíná nárožní půlválcová bašta se střílnou nacházející na strmé západní straně a navazující na kamennou obvodovou zeď. Tato strana byla chráněna dalšími dvěma severnějšími baštovitými stavbami. Jedna z nich je čtverhranná, právě v ní bývala kostnice.

### Bývalý hřbitov
Kolem kostele býval také ohrazený hřbitov. Hřbitov byl využíván do roku 1860, pak jej nahradil hřbitov svatého Prokopa, založený roku 1855 na skalnatém kopci jihovýchodně odtud. Prozrazují to nápisy na pomnících ve zdi. Páni ze Šternberka měli v kostele rodinnou hrobku.

## Exteriér

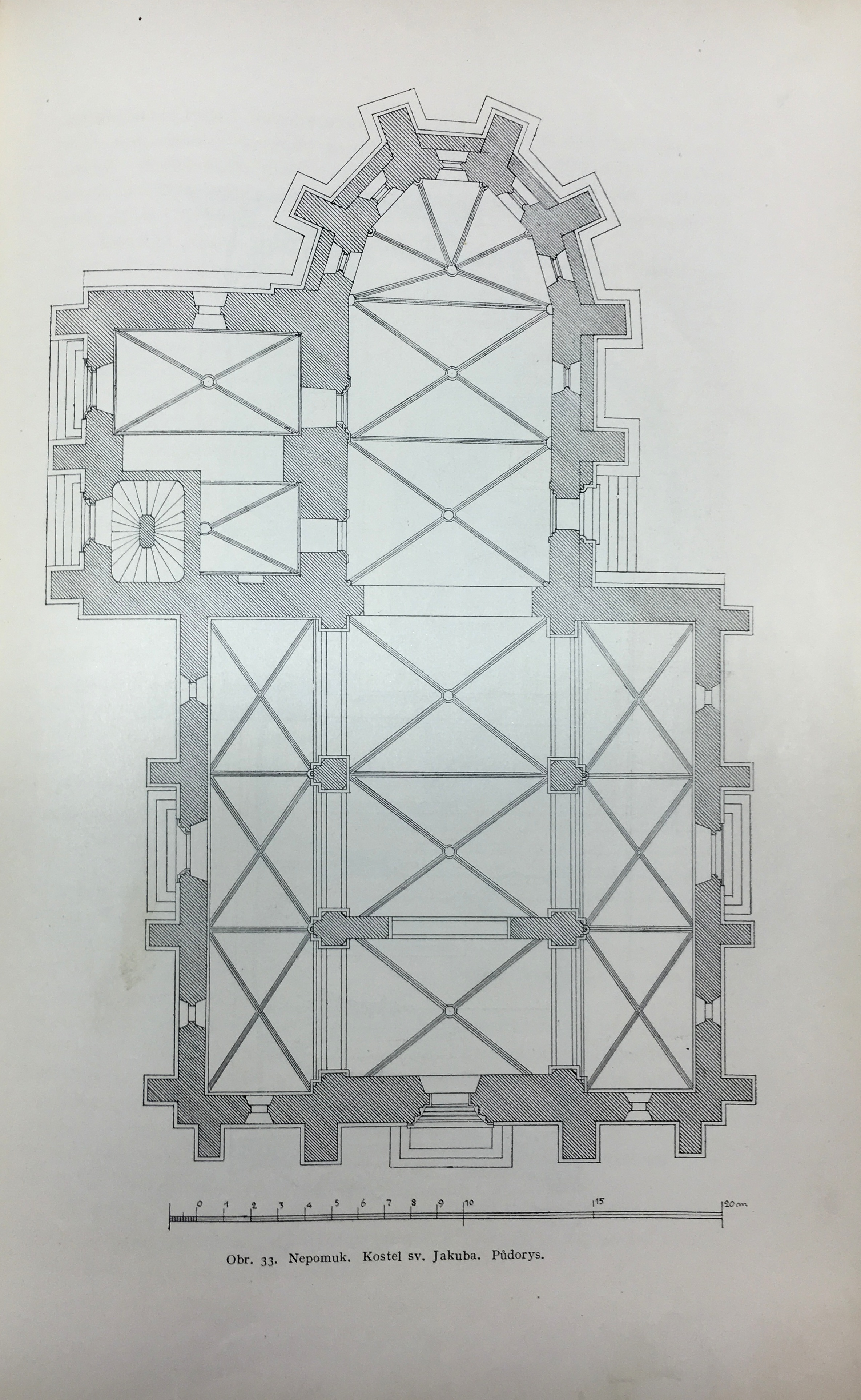
Půdorys (Karel Hostaš, Ferdinand Vaněk)

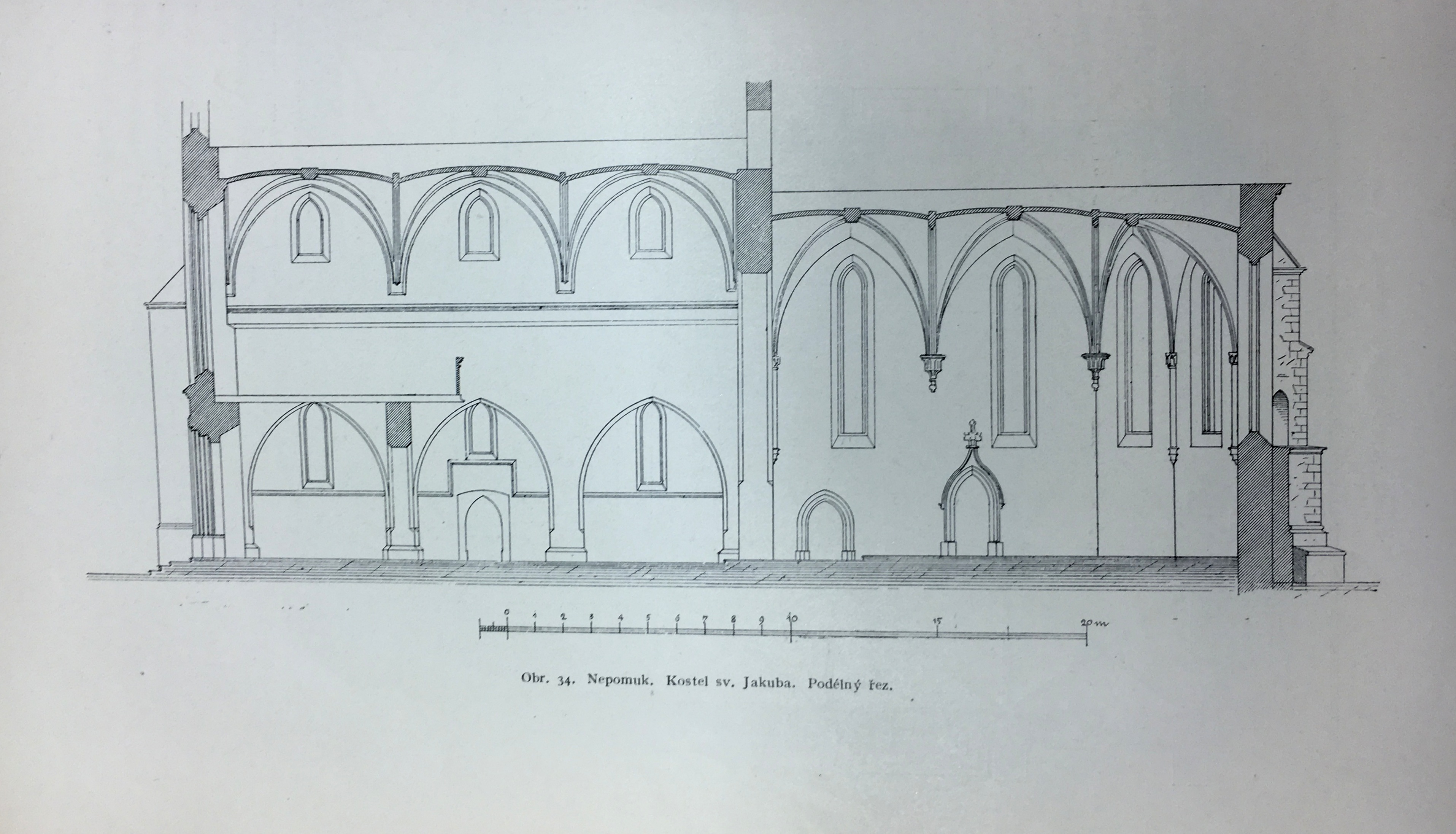
Podélný řez (Karel Hostaš, Ferdinand Vaněk)

Jedná se o bazilikální trojlodí s presbytářem a se sakristii po severní straně a s volně stojící barokní hranolovitou věží v ose východní strany.

### Presbytář
Presbytář, nacházející se na východním průčelí, je ukončen polygonálně ve tvaru sedmi stran dvanáctiúhelníka s šesticí venkovních opěrných pilířů, které jsou ukončené pultovými stříškami. Mezi pilíři jsou vložena vysoká okna, která jsou zakončené gotickým lomeným obloukem.
Pozůstatkem z druhé čtvrtiny 13. století je půlkruhově zaklenutý malý portál na jižní straně presbytáře. Profilace portálu je tvořená výžlabkem, pak oblým sloupkem nebo prutem na patce v podobě obráceného echinu. Vlastní ostění portálu je zakončené sedlově. V nadpraží se nachází tympanon ve středu s latinským křížem a po stranách se vyskytují dvě kruhové prohlubně (asi původně byly zdobené malbou).

### Sakristie
Sakristie je kryta s valbovou střechou. Na severu má dvě okenní osy s vysokými hrotitými okny, mezi nimi i po stranách jsou opěrné pilíře. Pod okny se nachází portály – jeden vedoucí do sakristie a druhý na schodiště k oratoři.

### Západní průčelí
Západní průčelí ukazuje hmotovou skladbu bazilikálního trojlodí se střední lodí, která je převýšená. V její střední ose se nachází žulový portál a vysoké okno, které jsou uloženy nad sebou a obojí jsou zaklenuté lomeným obloukem. Nahoře nad nimi, v trojúhelníkovém štítě, se nachází kulaté okno. Po stranách hlavní lodi i u obou bočních se nacházejí opěrné pilíře.

### Boční lodě
Na podélných stranách bočních lodí se nachází tři okenní pole, v každém z nich je hrotité okno mezi dvěma opěráky a jednom ústupku. Na každé straně lodí, tzn. na severní a jižní, uprostřed se vyskytuje portál. Boční lodě mají pultové střechy, které se opírají o zdivo lodě hlavní. Sokl zdiva bočních lodí a jejich opěráků je společný a běží bez přerušení až k presbytáři, v jehož zdivu se ztrácí.

### Střecha
Vysoká sedlová střecha je krytá taškami a se štíhlým sanktusníkem Korunní (hlavní nebo okapová) římsa je zakončena neogotickým obloučkovým vlysem.

### Zvonice
Barokní zvonice má na nároží dórské pilastry, které se nachází ve dvou patrech, pilastry oddělují kladí s mohutnou římsou.  Pod konkávně vzdutou korunní římsou se nachází ciferníky hodin. Věž je zakončená cibulovitou střechou s lucernou. Vchod, umístěný z východní strany, má jednoduchý štukový portál s hlavním klenákem a zvlněným frontonem.

## Interiér

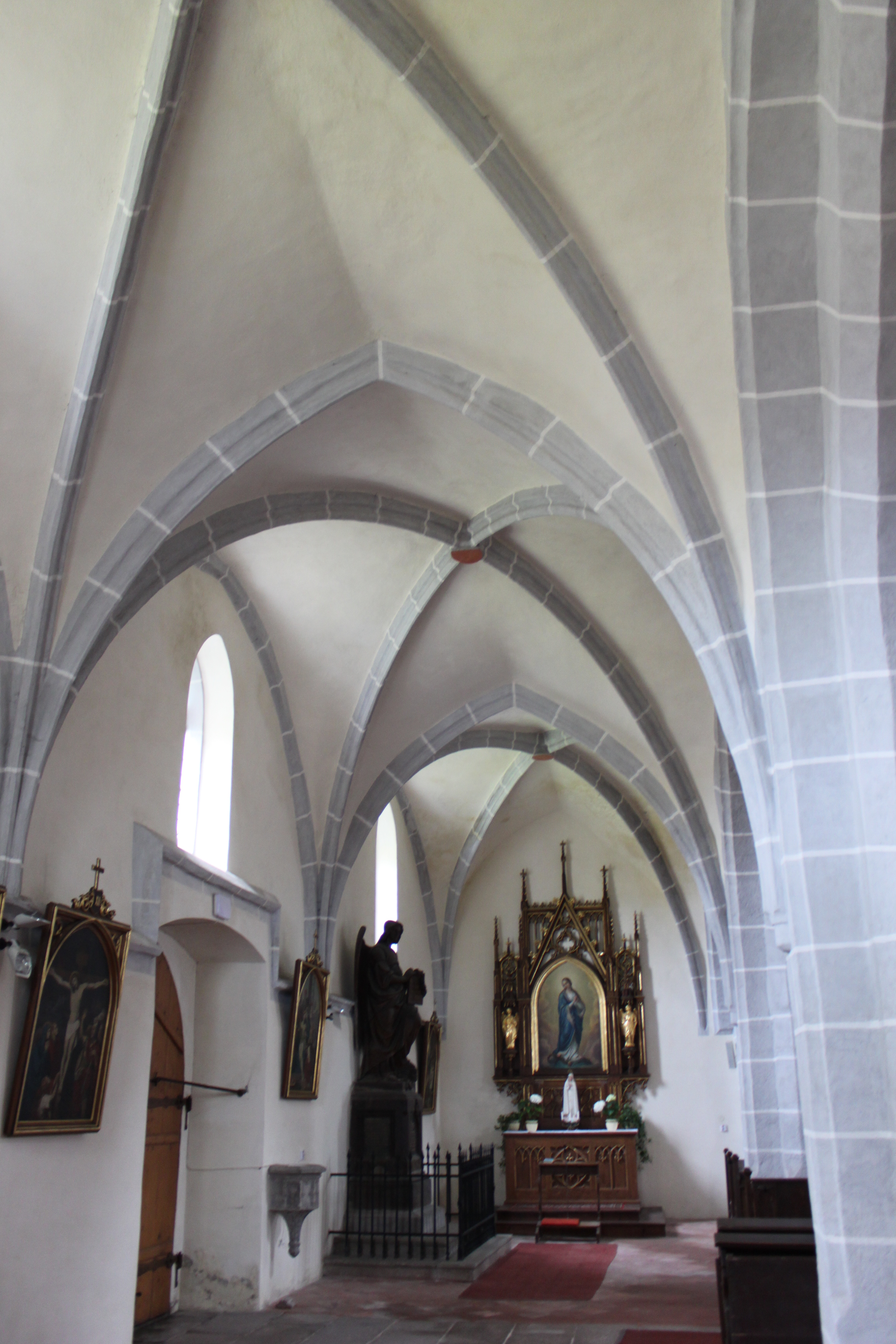
Boční loď

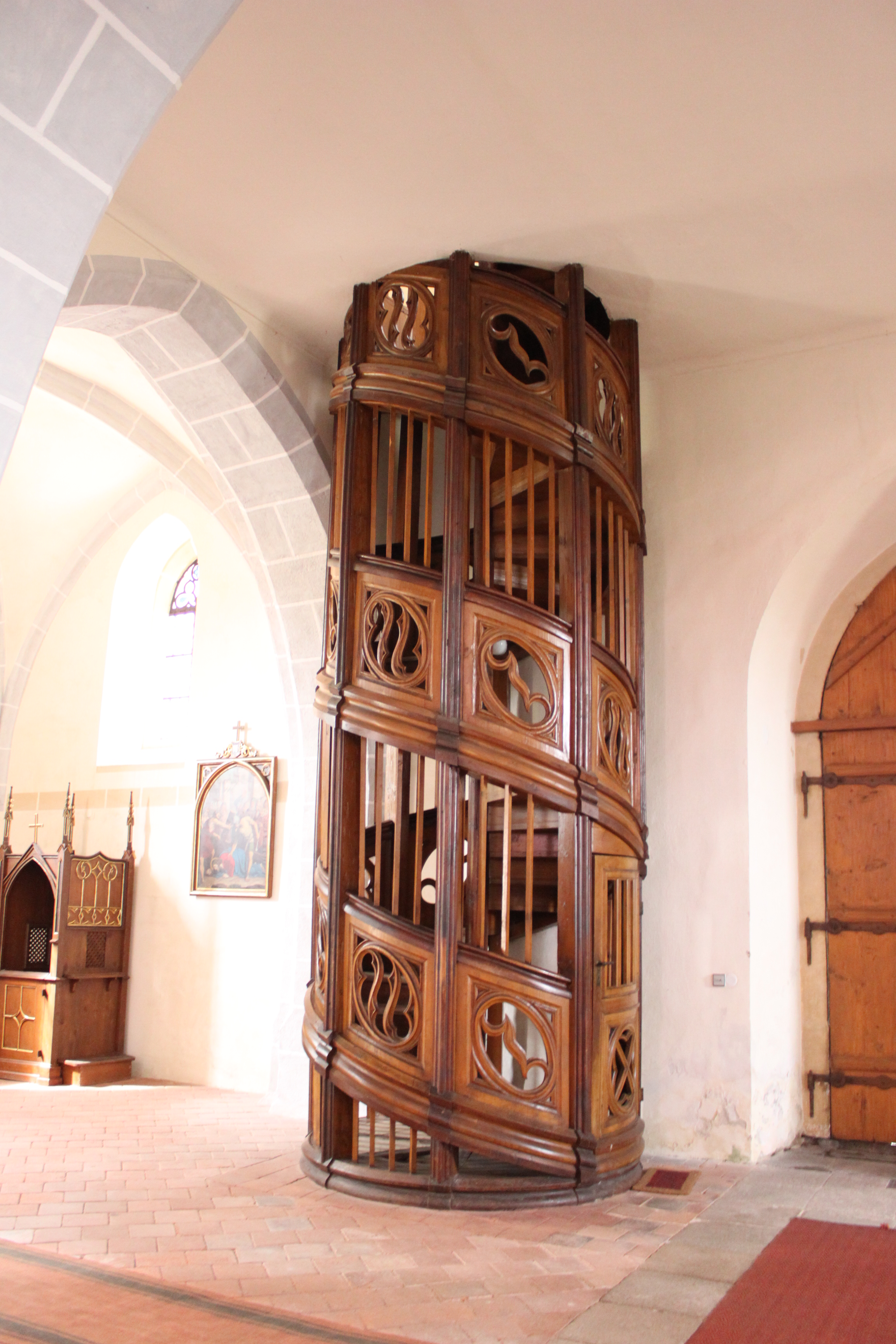
Vřetenové schodiště

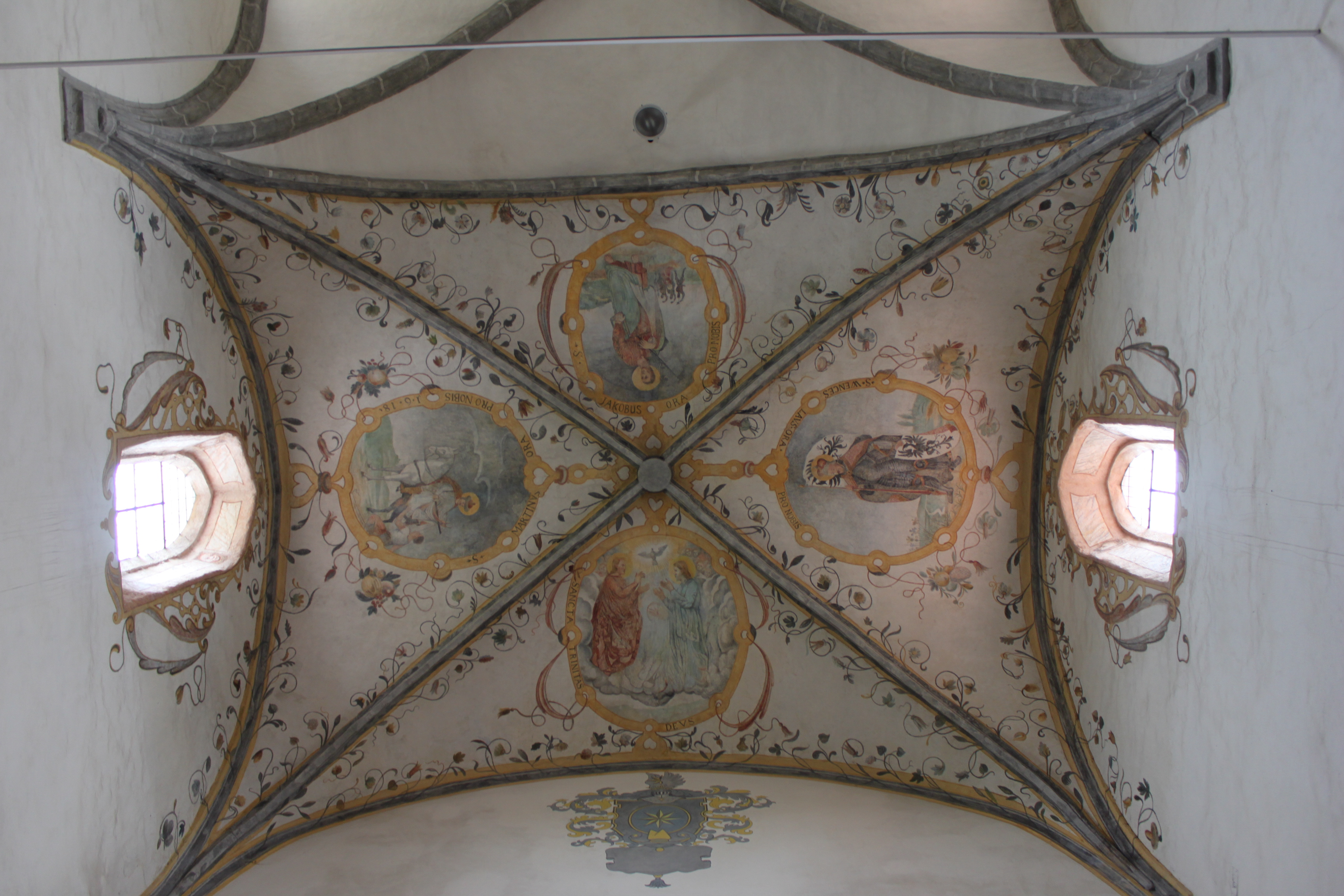
Klenba

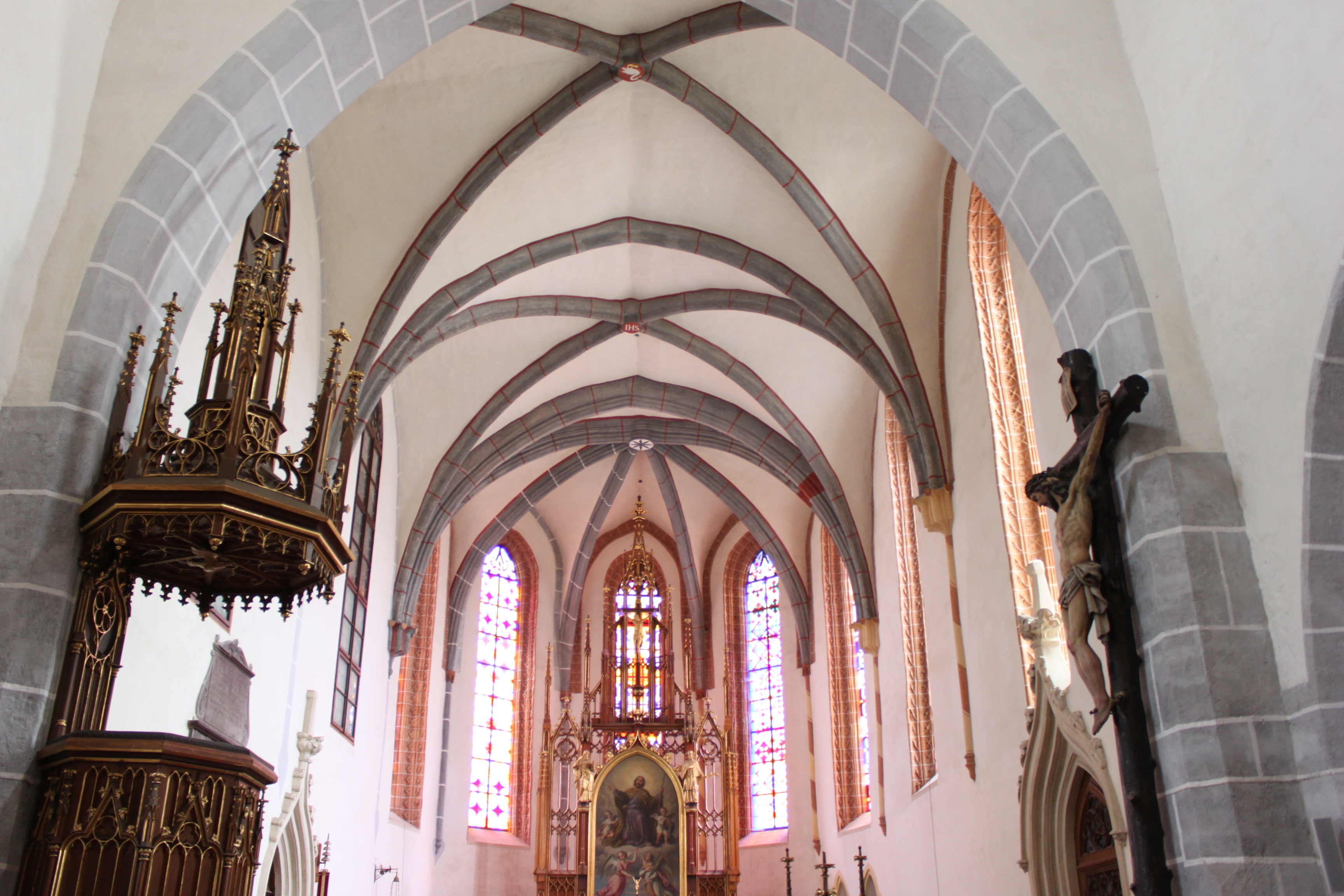
Presbytář

Bazilikální trojlodí se rozkládá na téměř čtvercovém půdorysu 3 × 3 travé. Má šířku přibližně 16 m a délku 18 m. Je rozdělena dvěma páry čtyřbokých pilířů na loď hlavní o šířce přibližně 8 m a dvě lodě vedlejší, nižší. Boční lodě jsou rozdělené na tři pole s křížovou klenbou. Západní travé hlavní lodi je ukončeno kruchtou, na níž vede pozoruhodné novogotické vřetenové dřevěné schodiště zhotovené podle francouzských vzorů, které nemá v Čechách obdoby. Arkády jsou lomené, vycházejí z lícních ploch pilířů, které jsou zesílené na straně do boční lodě a mají obrácené čtverhranné přípory, na nichž jsou žebra nasazená a opřená na místě konzol krátkými, oblými dříky. Nad arkádami v lodi hlavní se nachází římsa a nad ní v každém poli malé hrotité okno bez kružby. Též v lodích bočních běží pod nástěnnými oblouky nad portálem oblomená římsa a nad ní je v jednotlivých polích hrotité okno. Ve středních travé obou bočních lodí se pod zmenšenými okny nachází vstupní neogotické portály. Vedle severního vchodu stojí neogotický náhrobek Gustava z Putzlacheru od A. Wilda z roku 1860.
Triumfální oblouk s úhlem 60° bez trnože a římsy se otevírá do nižšího, s hlavní lodí stejně širokého presbytáře. Presbytář obsahuje dvě křížová travé a chórový závěr vytvořený paprsčitou klenbou. Svorníky jsou ploché. Mohutná kamenná žebra chórového závěru mají tvar proláklých klínů. Žebra vyrůstají z útlých konzolek.
V jižní stěně presbytáře je v prvním travé novogotický portál zakončený kytkou, tento portál tvoří druhou stranu románsko-gotického portálku v jižní fasádě. V protilehlé severní stěně je novogotický portál do sakristie, provedený analogicky k portálu v jižní zdi.
Podlahy jsou pokryté čtvercovými cihlovými dlaždicemi.

### Mobiliář
Mobiliář je převážně neogotický. Tři gotické oltáře, kazatelna, křtitelnice a varhany jsou podle návrhu malíře Viléma Kandlera vyrobeny v letech 1859-1860 sochařem Heidelbergerem a truhlářským mistrem Schmiedtem, pozlacování prováděl pan Řezníček z Plzně. Na hlavním oltáři sv. Jakuba (od Kandlera), jenž je k oslavě obklopen čtyřmi anděly, je dole vyobrazena krajina s kostelem sv. Jakuba se zámkem Zelená Hora. Oltář je ozdoben sochami sv. Jana Nepomuckého a sv. Tomáše apoštola; nad nimi v koruně oltáře se nachází Spasitel na kříži. Na spodní straně oltáře jsou znaky knížat Auerspergů a šlechtického rodu von Putzlacher. 
Na jednom ze dvou pobočních oltářů od Kandlera je obraz Panny Marie s plastickými postavami dvou andělů, z nichž jeden vypodobňuje zvěstování a druhý korunování Panny Marie. Na druhém pobočním oltáři od Kandlera je vyobrazení Spasitele světa, kterému po stranách jsou též plasticky vyvedeni apoštolové Petr a Pavel. Naproti kazatelně se nacházela v životní velikosti socha Spasitele na kříži od sochaře Arnošta Jana Heidelbergera. Varhany vyrobil pan Finger z Chebu. Presbyterium vymaloval podle starších vzorů malíř Šašek z Plzně.

### Točité vřetenové schodiště
Vstoupí- li člověk do interiéru svatyně, neunikne jeho pozornosti točité dřevěné vřetenové schodiště, nacházející pod hudební kruchtou v západním koutu střední lodi, které je opatřeno válcovým pláštěm na způsob kružbové klece s  novogotickými řezbami a uzavřené v přízemí brankou. Schodiště vede na hudební kruchtu, kde je zakončeno prostým dřevěným zábradlím.
Nosnou konstrukci schodiště tvoří 6,9 m vysoké válcové vřeteno, zhotovené z tesařsky opracované kulatiny o průměru 15 cm, do kterého je zapuštěno celkem 36 schodišťových stupňů širokých 81 cm a vysokých 17 cm, obvodová schodnice spirálovitě se vinoucí směrem vzhůru doprava a osm sloupků půdorysně rozmístěných do pravidelného osmiúhelníku, jimiž je schodnice podepřena a které tvoří svislou kostru schodišťového pláště. 
Točité vřetenové schodiště tohoto typu je v Čechách ojedinělé. Vzory nacházíme ve francouzské pozdně gotické architektuře. Zdejší schodiště vytváří jednu dominantu chrámu. Vzniklo záměrně jako mistrovský kousek na odiv divákovi.

## Kostelní zvony
Na počátku 20. století visely ve věži čtyři zvony. Největší měl výšku 1,05 m a průměr 1,40 m. V jeho horní části je opis:
DURCH DAS FEÜER BIN ICH GEFLOSSEN IOHANN GEORG KŮHNER HAT MICH GEGOSSEN IN DER KÖNIGLICHEN STADT PRAG.
Na plášti jsou vyobrazení svatého Jakuba, svatého Jana Nepomuckého a svatého Vojtěcha s podpisem:
S . NEPOMVCENE S .IACOBE S .ADALBERTE/OPES FERTE. Následoval nápis: PRIOR CAMPANA ANTIQVA – PONDERANS 24 CENTENARIOS 74 AB AO 1500 – USQVE AD ANNUM 1753 SONANDO DVRAVIT – HAEC RUPTA DENUO PRAGAE AO 1756 TRANSFUSA – IN EODEM PONDERE, TVNC DOMINANTR – ILLUSTRISSIMA MARIA DOMINICA – NATA COMITISSA A MARTINITZ – ET DECANO LOCI IOANNE PANEK – PRESBYTERO ECCLESIASTICO – P. T. EXISTENTE.
Spodní okraj zdobí rocaillový pás.
Druhý zvon byl vysoký 0,67 m o průměru 0,80 m. Korunu obklopoval vlys, tvořený alegorickými figurkami. Na plášti je ztvárněn Kristus na kříži spolu s nápisem:
CHWALTEZ PANA BOHA WSSYCKNI – SWATI GEHO NEBO ON PRAWEDLIWY – GEST PAN NA WSSECH CESTACH SWY – CH A SWATY WE WSSECH SKVTCYCH – SWYCH LETA PANIE 1585 –. Na dolním okraji je vyryto: TENTO ZWON GEST W MIESTIE – ROKYCZANECH SKRZE IANA MAKALA.
Další zvon je dílem budějovického zvonaře Jana V. Pernera. Poslední čtvrtý zvon byl nejmladší.